# Jeff Stanton
Pour les articles homonymes, voir Stanton.
Pas d'image ? Cliquez ici
Jeff Stanton, né le 18 juin 1968 à Coldwater, Michigan, est un pilote américain de motocross. 

## Palmarès
- Champion AMA Supercross en 250 cm3  1989, 1990 et 1992 sur Honda 250 CR
- Champion de motocross AMA en 250 cm3  1989, 1990 et 1992 sur Honda 250 CR
- Motocross des nations vainqueur en 1989, 1990, 1991 sur Honda

## Distinction
- Motorcycle Hall of Fame en 2000